# José María Hurtado
José María Hurtado Ruiz-Tagle (Santiago, 5 de marzo de 1945-ibíd., 24 de septiembre de 2018), fue un empresario y político chileno, que ejerció como alcalde de Palmilla y diputado por Santa Cruz y Pichilemu (distrito 35) entre 1990 y 1998.

## Biografía
Nació en Santiago de Chile, el 5 de marzo de 1945, hijo de Fernando Hurtado Echenique y Jesusa Ruiz-Tagle Mena. Realizó sus estudios en el Colegio San Ignacio y los superiores, en la Escuela de Pesca y Alimentación de la Universidad Católica de Valparaíso, donde se tituló como Ingeniero de Ejecución en Pesca.
Se casó con Juanita María Teresa Fernández Fuenzalida, con quien tuvo tres hijos.
Se dedicó a las actividades agrícolas. Fue miembro de la Sociedad Agrícola "Los Maquis Ltda." y gerente de la empresa "Producam Ltda". Entre otras actividades, fue socio del Club de Rodeo de Santa Cruz, del que fue presidente; y fue vicepresidente de la Federación Nacional de Rodeo Chileno.
Falleció el 24 de septiembre de 2018 en Santiago.

## Carrera política
En 1986, Augusto Pinochet lo designó alcalde de Palmilla, localidad en la que residía.
En 1989 dejó el cargo para presentar su candidatura en las elecciones parlamentarias de ese año, en representación del partido Renovación Nacional. Resultó elegido diputado por el distrito n.º 35, conformado por las comunas de Placilla, Nancagua, Chépica, Santa Cruz, Lolol, Pumanque, Palmilla, Peralillo, Navidad, Litueche, La Estrella, Pichilemu, Marchigüe y Paredones, en la Región de O'Higgins. Durante el período 1990 a 1994 integró la Comisión Permanente de Obras Públicas, Transportes y Telecomunicaciones; y fue miembro de la Comisión Especial de Bienes del Congreso.
En las elecciones parlamentarias de 1993 fue reelegido diputado, por el mismo distrito N.º 35, para el período 1994 a 1998; continuó integrando la Comisión Permanente de Obras Públicas, Transportes y Telecomunicaciones, e integró la de Agricultura, Silvicultura y Pesca. En las elecciones parlamentarias de 1997 buscó la reelección, sin éxito.
Entre 2000 y 2004 fue concejal de la comuna de Palmilla.

## Historial electoral

### Elecciones parlamentarias de 1989
- Elecciones parlamentarias de 1989 a Diputado por el distrito 35 (Chépica, La Estrella, Litueche, Lolol, Marchigüe, Nancagua, Navidad, Palmilla, Paredones, Peralillo, Pichilemu, Placilla, Pumanque y Santa Cruz)[3]

### Elecciones parlamentarias de 1993
- Elecciones parlamentarias de 1993 a Diputado por el distrito 35 (Chépica, La Estrella, Litueche, Lolol, Marchigüe, Nancagua, Navidad, Palmilla, Paredones, Peralillo, Pichilemu, Placilla, Pumanque y Santa Cruz)[4]

### Elecciones parlamentarias de 1997
- Elecciones a Diputado 1997 distrito 35 (Chépica, La Estrella, Litueche, Lolol, Marchigüe, Nancagua, Navidad, Palmilla, Paredones, Peralillo, Pichilemu, Placilla, Pumanque y Santa Cruz).[5]

### Elecciones municipales de 2000
- Elecciones municipales de 2000, para Palmilla[6]